# Championnats d'Italie de course en montagne
Les championnats d'Italie de course en montagne sont organisés tous les ans et désignent les champions d'Italie de la catégorie. Le parcours doit comporter moins de 20 % de route et ne pas comporter de passages neigeux ou de sols instables type éboulis. Le pourcentage des portions descendantes ne doit pas excéder 30 %.

## Histoire
Avant 2025, un seul titre est décerné sur la base de deux épreuves séparées, en montée et en montée et descente. En 2025, la Fédération italienne d'athlétisme décide de modifier le réglement des championnats pour décerner deux titres distincts pour chacune des épreuves.

## Palmarès
| Édition | Année | Date         | Ville                      | Gagnant               | Gagnante               |
| ------- | ----- | ------------ | -------------------------- | --------------------- | ---------------------- |
| 1re     | 1976  |              |                            | Giovanni Mostacchetti |                        |
| 2e      | 1977  |              |                            | Andrea Giupponi       |                        |
| 3e      | 1978  |              |                            | Claudio Simi          |                        |
| 4e      | 1979  |              |                            | Gianni Rovedatti      |                        |
| 5e      | 1980  |              |                            | Claudio Simi          | Agnese Possamai        |
| 6e      | 1981  |              |                            | Privato Pezzoli       | Agnese Possamai        |
| 7e      | 1982  |              |                            | Claudio Galeazzi      | Maria Canins           |
| 8e      | 1983  |              |                            | Fausto Bonzi          | Alba Milana            |
| 9e      | 1984  |              |                            | Fausto Bonzi          | Gabriella Carletti     |
| 10e     | 1985  |              |                            | Fausto Bonzi          | Manuela Di Centa       |
| 11e     | 1986  |              |                            | Fausto Bonzi          | Valentina Bottarelli   |
| 12e     | 1987  |              |                            | Alfonso Vallicella    | Maria Cocchetti        |
| 13e     | 1988  |              |                            | Dino Tadello          | Maria Cocchetti        |
| 14e     | 1989  |              |                            | Fausto Bonzi          | Manuela Di Centa       |
| 15e     | 1990  |              |                            | Severino Bernardini   | Maria Cocchetti        |
| 16e     | 1991  |              |                            | Costantino Bertolla   | Manuela Di Centa       |
| 17e     | 1992  |              |                            | Davide Milesi         | Antonella Molinari     |
| 18e     | 1993  |              |                            | Adriano Pezzoli       | Nives Curti            |
| 19e     | 1994  |              |                            | Andrea Agostini       | Nives Curti            |
| 20e     | 1995  |              |                            | Davide Milesi         | Nives Curti            |
| 21e     | 1996  |              |                            | Lucio Fregona         | Flavia Gaviglio        |
| 22e     | 1997  |              |                            | Antonio Molinari      | Maria Grazia Roberti   |
| 23e     | 1998  |              |                            | Antonio Molinari      | Rosita Rota Gelpi      |
| 24e     | 1999  |              |                            | Antonio Molinari      | Rosita Rota Gelpi      |
| 25e     | 2000  |              |                            | Antonio Molinari      | Pierangela Baronchelli |
| 26e     | 2001  |              |                            | Antonio Molinari      | Flavia Gaviglio        |
| 27e     | 2002  |              |                            | Marco De Gasperi      | Vittoria Salvini       |
| 28e     | 2003  |              |                            | Marco De Gasperi      | Antonella Confortola   |
| 29e     | 2004  | 1 août       | Adrara San Martino         | Marco De Gasperi      | Flavia Gaviglio        |
| 30e     | 2005  | 28 août      | Vittorio Veneto            | Marco Gaiardo         | Vittoria Salvini       |
| 31e     | 2006  | 20 août      | Edolo-Mortirolo            | Marco Gaiardo         | Maria Grazia Roberti   |
| 32e     | 2007  | 26 août      | Madesimo                   | Marco Gaiardo         | Vittoria Salvini       |
| 33e     | 2008  | 17 août      | Cedegolo-Cevo              | Bernard Dematteis     | Elisa Desco            |
| 34e     | 2009  | 23 août      | Domodossola                | Martin Dematteis      | Erika Forni            |
| 35e     | 2010  | 22 août      | Susa                       | Martin Dematteis      | Valentina Belotti      |
| 36e     | 2011  | 21 août      | Zelbio                     | Martin Dematteis      | Antonella Confortola   |
| 37e     | 2012  | 19 août      | Bolognano d'Arco           | Bernard Dematteis     | Antonella Confortola   |
| 38e     | 2013  | 18 août      | San Giacomo di Brentonico  | Bernard Dematteis     | Elisa Desco            |
| 39e     | 2014  | 10 août      | Pergine Valsugana          | Bernard Dematteis     | Alice Gaggi            |
| 40e     | 2015  | 2 août       | Levico Terme               | Xavier Chevrier       | Elisa Desco            |
| 41e     | 2016  | 31 juillet   | Cortina d'Ampezzo          | Bernard Dematteis     | Valentina Belotti      |
| 42e     | 2017  | 28 août      | Margno                     | Xavier Chevrier       | Alice Gaggi            |
| 43e     | 2018  | 22 juillet   | Tavagnasco                 | Bernard Dematteis     | Elisa Desco            |
| 44e     | 2019  | 22 septembre | Arco di Trento             | Cesare Maestri        | Elisa Desco            |
| 45e     | 2020  | 23 août      | Suse                       | Cesare Maestri        | Gaia Colli             |
| 46e     | 2021  | 14 août      | Margno                     | Cesare Maestri        | Francesca Ghelfi       |
| 47e     | 2022  |              |                            | Cesare Maestri        | Francesca Ghelfi       |
| 48e     | 2023  |              |                            | Cesare Maestri        | Vivien Bonzi           |
| 49e     | 2024  |              |                            | Isacco Costa          | Vivien Bonzi           |
| 50e     | 2025  | 26 juillet   | Premana (montée)           | Andrea Elia           | Francesca Ghelfi       |
| 50e     | 2025  | 7 septembre  | Borno (montée et descente) |                       |                        |